# Lista de singles número um na UK R&B Chart em 2008

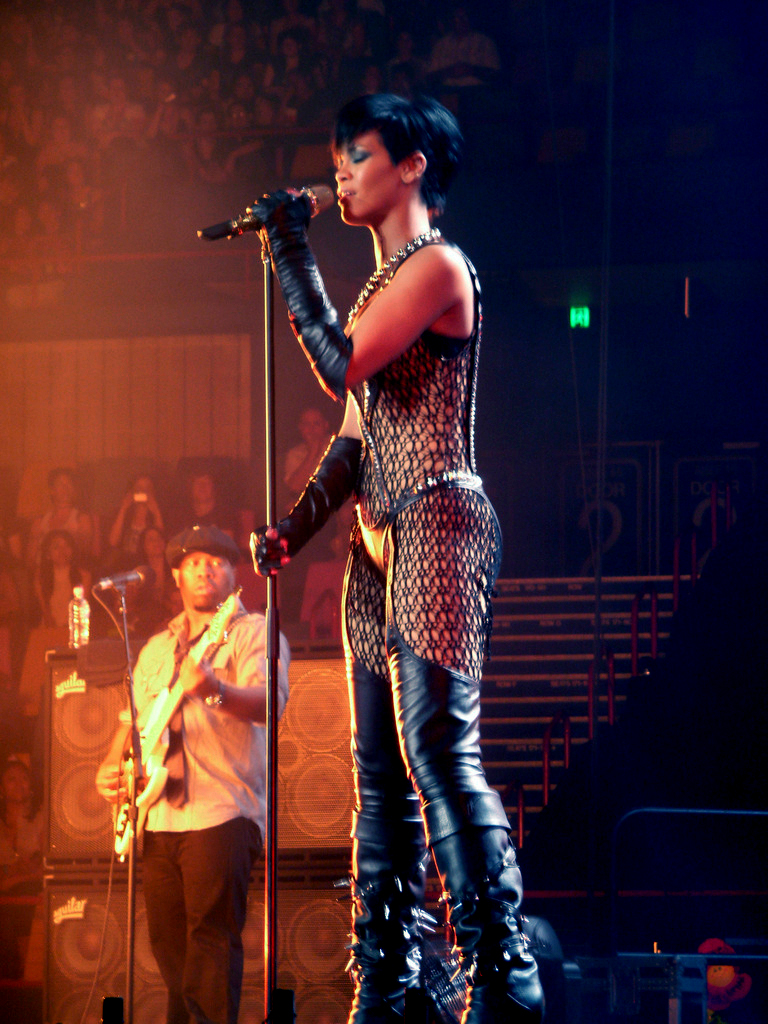
A cantora Rihanna esteve 30% do ano na primeira posição, com quatro das suas canções.

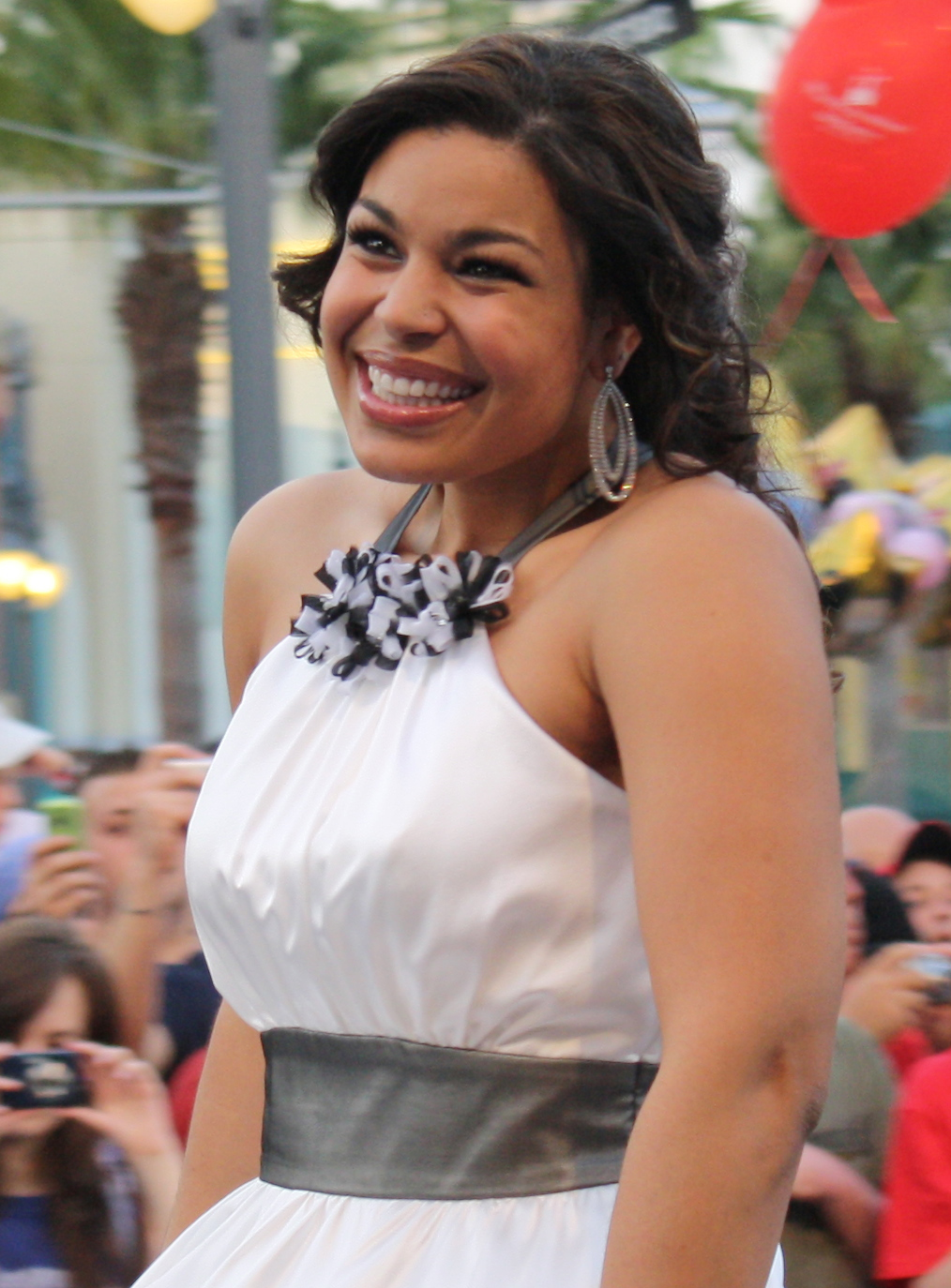
Jordin Sparks com Chris Brown permaneceram na primeira posição por mais tempo, com cinco semanas pela canção "No Air"

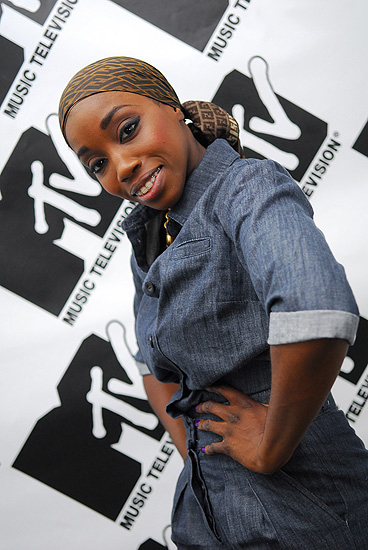
A sua canção alcançou a primeira posição por cinco semanas na tabela musical.

Este anexo lista as canções que alcançaram a primeira posição na UK R&B Chart, no ano de 2008.
| Data               | Canção                    | Artista                                  | Melhor posição na UK Singles Chart |
| ------------------ | ------------------------- | ---------------------------------------- | ---------------------------------- |
| 6 de Janeiro       | "Crank That (Soulja Boy)" | Soulja Boy Tell 'Em                      | 2                                  |
| 13 de Janeiro      | "Crank That (Soulja Boy)" | Soulja Boy Tell 'Em                      | 2                                  |
| 20 de Janeiro      | "Superstar"               | Lupe Fiasco com Matthew Santos           | 4                                  |
| 27 de Janeiro      | "Don't Stop the Music"    | Rihanna                                  | 4                                  |
| 3 de Fevereiro     | "Work"                    | Kelly Rowland                            | 4                                  |
| 10 de Fevereiro    | "Don't Stop the Music"    | Rihanna                                  | 4                                  |
| 17 de Fevereiro    | "Don't Stop the Music"    | Rihanna                                  | 4                                  |
| 24 de Fevereiro    | "Don't Stop the Music"    | Rihanna                                  | 4                                  |
| 2 de Março         | "Don't Stop the Music"    | Rihanna                                  | 4                                  |
| 9 de Março         | "Come On Girl"            | Taio Cruz com Luciana                    | 5                                  |
| 16 de Março        | "Better in Time"          | Leona Lewis                              | 2                                  |
| 23 de Março (2)    | "American Boy"(1)         | Estelle com Kanye West                   | 1                                  |
| 30 de Março (2)    | "American Boy"(1)         | Estelle com Kanye West                   | 1                                  |
| 6 de Abril         | "Touch My Body"           | Mariah Carey                             | 5                                  |
| 13 de Abril (2)    | "American Boy"            | Estelle com Kanye West                   | 1                                  |
| 20 de Abril        | "American Boy"            | Estelle com Kanye West                   | 1                                  |
| 27 de Abril        | "American Boy"            | Estelle com Kanye West                   | 1                                  |
| 4 de Maio          | "Wearing My Rolex"        | Wiley                                    | 3                                  |
| 11 de Maio         | "Wearing My Rolex"        | Wiley                                    | 3                                  |
| May 18             | "Take A Bow"(1)           | Rihanna                                  | 1                                  |
| 25 de Maio (2)     | "Take A Bow"(1)           | Rihanna                                  | 1                                  |
| 1 de Junho (2)     | "Take A Bow"(1)           | Rihanna                                  | 1                                  |
| 8 de Junho         | "Take A Bow"(1)           | Rihanna                                  | 1                                  |
| 15 de Junho        | "Take A Bow"(1)           | Rihanna                                  | 1                                  |
| 22 de Junho        | "Closer"(1)               | Ne-Yo                                    | 1                                  |
| 29 de Junho (2)    | "Closer"(1)               | Ne-Yo                                    | 1                                  |
| 6 de Julho (2)     | "Dance wiv Me"(1)         | Dizzee Rascal com Calvin Harris & Chrome | 1                                  |
| 13 de Julho        | "No Air"                  | Jordin Sparks e Chris Brown              | 3                                  |
| 20 de Julho        | "No Air"                  | Jordin Sparks e Chris Brown              | 3                                  |
| 27 de Julho        | "No Air"                  | Jordin Sparks e Chris Brown              | 3                                  |
| 3 de Agosto        | "No Air"                  | Jordin Sparks e Chris Brown              | 3                                  |
| 10 de Agosto       | "No Air"                  | Jordin Sparks e Chris Brown              | 3                                  |
| 17 de Agosto       | "No Air"                  | Jordin Sparks e Chris Brown              | 3                                  |
| 24 de Agosto       | "Beggin'"                 | Madcon                                   | 5                                  |
| 31 de Agosto       | "Disturbia"               | Rihanna                                  | 3                                  |
| 7 de Setembro      | "When I Grow Up"          | Pussycat Dolls                           | 3                                  |
| 14 de Setembro     | "When I Grow Up"          | Pussycat Dolls                           | 3                                  |
| 21 de Setembro     | "When I Grow Up"          | Pussycat Dolls                           | 3                                  |
| 28 de Setembro     | "Disturbia"               | Rihanna                                  | 3                                  |
| 5 de Outubro       | "Girls"                   | Sugababes                                | 3                                  |
| 12 de Outubro      | "Girls"                   | Sugababes                                | 3                                  |
| 19 de Outubro      | "Miss Independent"        | Ne-Yo                                    | 6                                  |
| 26 de Outubro      | "Love Lockdown"           | Kanye West                               | 8                                  |
| 2 de Novembro      | "Love Lockdown"           | Kanye West                               | 8                                  |
| 9 de Novembro      | "Love Lockdown"           | Kanye West                               | 8                                  |
| 16 de Novembro     | "If I Were a Boy"(1)      | Beyoncé                                  | 1                                  |
| 23 de Novembro (2) | "If I Were a Boy"(1)      | Beyoncé                                  | 1                                  |
| 30 de Novembro     | "Live Your Life"          | T.I. com Rihanna                         | 2                                  |
| 7 de Novembro      | "Live Your Life"          | T.I. com Rihanna                         | 2                                  |
| 14 de Dezembro     | "Live Your Life"          | T.I. com Rihanna                         | 2                                  |
| 21 de Dezembro     | "If I Were a Boy"         | Beyoncé                                  | 1                                  |
| 29 de Dezembro     | "Live Your Life"          | T.I. com Rihanna                         | 2                                  |

Notas
- Nota 1: Também alcançou a primeira posição na UK Singles Chart.
- Nota 2: Foi simultaneamente número um na UK Singles Chart.